# لعبة تعاونية
اللعبة التعاونية هي لعبة يقوم فيها مجموعات من اللاعبين ("تحالفات") بإظهار سلوك تعاوني فيما بينهم، وبالتالي هي لعبة بين تحالفات من اللاعبين، وليس بين لاعبين فرديين. كمثال على ذلك هو لعبة التنسيق، حيث يقوم اللاعبين بالخيار من خلال استراتيجيات واتخاذ القرارات بتوافق الآراء فيما بينهم. نادرا ما تكون الألعاب الترفيهية تعاونية، لأنها تفتقر عادة إلى الآليات التي يتم بها تشكيل التحالفات والتنسيق فيما بين أعضاء التحالف. إلا أن مثل تلك الآليات متوفرة في الحياة الحقيقية (مثل قانون العقود).